# Копеецкая
Копе́ецкая — деревня в Шенкурском районе Архангельской области России. Входит в состав муниципального образования «Ровдинское».

## География
Деревня расположена в южной части Архангельской области, в таёжной зоне, в пределах северной части Русской равнины, в 58 километрах на юг от города Шенкурска, на правом берегу реки Ваги. Ближайшие населённые пункты: на юге деревни Исаевская и Волковская.
Часовой пояс
Копеецкая, как и вся Архангельская область, находится в часовой зоне МСК (московское время). Смещение применяемого времени относительно UTC составляет +3:00.

## Население
| 2002 | 2010 | 2012 |
| ---- | ---- | ---- |
| 0    | ↗3   | ↘1   |

## История
Указана в «Списке населённых мест по сведениям 1859 года» в составе Шенкурского уезда(1-го стана) Архангельской губернии под номером «1982» как «Ропецкая». Насчитывала 6 дворов, 26 жителей мужского пола и 24 женского.
В «Списке населенных мест Архангельской губернии к 1905 году» деревня Копеецкая насчитывает 14 дворов, 59 мужчин и 54 женщины. В административном отношении деревня входила в состав Ровдинского сельского общества Ровдинской волости.
На 1 мая 1922 года в поселении 24 двора, в которых проживали 36 мужчин и 61 женщина.